# 능견난사
능견난사(能見難思)는 대한민국 전라남도 순천시 송광면 송광에 있는 식기이다. 1972년 1월 29일 전라남도의 유형문화재 제19호로 지정되었다.

## 개요
능견난사는 순천에 위치한 사찰인 송광사에서 음식을 담는데 사용하던 그릇이다.
송광사 제6대 원감국사가 중국 원나라에 다녀오면서 가져왔다고 전해지며, 만든 기법이 특이하여 위로 포개도 맞고 아래로 맞춰도 그 크기가 딱 들어 맞는다고 한다.
조선 숙종이 그것과 똑같이 만들어 보도록 명했지만 도저히 똑같이 만들어 낼 수가 없었다고 한다. 그래서 “눈으로 볼 수는 있지만 만들기는 어렵다.”란 뜻에서 능견난사(能見難思)라는 이름까지 생겨나게 되었다.
현재 송광사 박물관에 29점이 소장되어 있다.

## 참고 자료
- 능견난사 - 국가유산청 국가유산포털